# Al Naslaa
Stijena Al Naslaa je reljefni oblik 50 km južno od oaze Tayma u Saudijskoj Arabiji. Po sredini je podijeljen na dva dijela, oba postavljena na malim postoljima. Cjelokupni oblik stijene mogao bi biti posljedica erozije vjetrom i kemijskog trošenja koje je moglo biti moguće zbog vlažnih uvjeta u zaštićenoj donjoj strani stijene. Podijeljen je na dva dijela nečim što bi moglo biti geološka pukotina.
Stijena je visoka oko 6 metara i široka 9 metara, a na svojoj je jugoistočnoj strani prekrivena brojnim petroglifima.

## Vanjske poveznice
|  | Zajednički poslužitelj ima još gradiva o temi Al Naslaa |